# Roos Oosterbaan
Roos Oosterbaan (18 mei 1979) is een Nederlands rolstoelbasketbalster.
Oosterbaan heeft meegedaan aan de Paralympische Zomerspelen 2004 te Athene en  de Paralympische Zomerspelen 2008 in Peking, waar ze met het Nederlandse team de kwartfinales wist te behalen. Tijdens de Paralympische Zomerspelen 2012 Londen en Rio de Janeiro won ze met het Nederlandse team de bronzen medaille. 
In het dagelijks leven is zij radioredacteur bij EenVandaag en woont in Amsterdam. Ze presenteert incidenteel het programma Kamerbreder en tijdens de Paralympische Spelen 2020 Miss Paralympics.